# 메이플스토리의 직업
이 문서는 온라인 게임 《메이플스토리》의 플레이어 직업에 대해 다루는 문서이다. 메이플스토리 내 캐릭터는 크게 전사, 마법사, 궁수, 도적, 해적으로 이루어져 있다.
미주·유럽에서 서비스되는 GMS의 경우, 일부 직업의 명칭이 한국판(KMS)이나 동남아판(MSEA)과 다른 경우가 있다.

## 모험가

모험가의 단체 일러스트

모험가는 메이플 아일랜드를 기점으로 하는, 메이플스토리 최초의 직업군이다.
| 계열   | 직업               | 설명                                                                    |
| ------ | ------------------ | ----------------------------------------------------------------------- |
| 전사   | 히어로             | 검과 도끼를 주 무기로 사용하는 전사. 화력에 특화되어 있다.              |
| 전사   | 팔라딘             | 검과 둔기를 주 무기로 사용하는 전사. 방어 및 파티 보조에 특화되어 있다. |
| 전사   | 다크나이트         | 창과 폴암을 주 무기로 사용하는 전사. 지속력 및 생존력에 특화되어 있다.  |
| 마법사 | 아크메이지 (불·독) | 불과 독 속성 마법을 사용하는 마법사.                                    |
| 마법사 | 아크메이지 (썬·콜) | 얼음과 전기(번개) 마법을 사용하는 마법사.                               |
| 마법사 | 비숍               | 성(聖) 속성 마법과 다양한 강화 및 회복 마법을 사용하는 마법사.          |
| 궁수   | 보우마스터         | 활을 주 무기로 사용하는 궁수.                                           |
| 궁수   | 신궁               | 석궁을 주 무기로 사용하는 궁수.                                         |
| 궁수   | 패스파인더         | 전용 무기인 에인션트 보우를 쓰는 궁수. 특별한 스토리를 통해 진행된다.   |
| 도적   | 나이트로드         | 표창을 주 무기로 사용하는 도적. 공격 시 아대와 표창이 필요하다.         |
| 도적   | 섀도어             | 단검을 주 무기로 사용하는 도적.                                         |
| 도적   | 듀얼블레이드       | 두 개의 단검을 주 무기로 사용하는 도적. 특별한 스토리를 통해 진행된다.  |
| 해적   | 바이퍼             | 너클을 주 무기로 사용하며, 주먹과 발차기를 이용해 싸우는 해적.          |
| 해적   | 캡틴               | 총(銃)을 주 무기로 사용하는 해적. 공격 시 불릿(총탄)이 필요하다.        |
| 해적   | 캐논슈터           | 대포를 주 무기로 사용하는 해적. 특별한 스토리를 통해 진행된다.          |

## 시그너스 기사단

시그너스 기사단의 단체 일러스트

시그너스 기사단은 에레브에서 시그너스 여제를 호위하는 기사단이다.
| 계열   | 직업         | 설명                                          |
| ------ | ------------ | --------------------------------------------- |
| 전사   | 소울마스터   | 빛의 정령을 사용하는 전사.                    |
| 전사   | 미하일       | 빛의 기사단장. 특별한 스토리를 통해 진행된다. |
| 마법사 | 플레임위자드 | 불의 정령을 사용하는 마법사.                  |
| 궁수   | 윈드브레이커 | 바람의 정령을 사용하는 궁수.                  |
| 도적   | 나이트워커   | 어둠의 정령을 사용하는 도적.                  |
| 해적   | 스트라이커   | 번개의 정령을 사용하는 해적.                  |

## 레지스탕스

레지스탕스의 단체 일러스트

레지스탕스는 블랙윙의 지배를 받고 있는 에델슈타인의 해방을 위해 싸우는 조직이다.
| 계열      | 직업         | 설명                                                                                                  |
| --------- | ------------ | --- |
| 전사      | 블래스터     | 전용 무기인 ‘건틀렛 리볼버’를 주 무기로 사용하는 전사.                                                |
| 전사      | 데몬슬레이어 | 둔기와 도끼를 주 무기로 사용하는 전사. 데몬 포스를 사용하여 스킬을 사용한다.                          |
| 전사      | 데몬어벤져   | 전용 무기인 ‘데스페라도’를 사용하는 전사. 체력을 소모하여 스킬을 사용한다.                            |
| 마법사    | 배틀메이지   | 스태프를 사용하며 적을 직접 타격하는 마법사.                                                          |
| 궁수      | 와일드헌터   | 재규어를 타고 다니며 석궁을 사용하는 궁수.                                                            |
| 해적      | 메카닉       | 로봇을 타고 다니며 전투를 하는 해적.                                                                  |
| 도적+해적 | 제논         | 전용 무기인 ‘에너지 소드’를 사용하는 도적·해적 혼합 직업. 하나의 스킬을 다양한 폼으로 구사할 수 있다. |

## 영웅
영웅은 수백 년 전 검은 마법사를 봉인했던 여섯 명의 고대 영웅 캐릭터들이다.
| 계열   | 직업       | 설명                                                                                |
| ------ | ---------- | ----------------------------------------------------------------------------------- |
| 전사   | 아란       | 폴암을 무기로 사용하는 전사.                                                        |
| 마법사 | 에반       | 오닉스 드래곤인 ‘미르’와 한 팀으로 움직이는 마법사.                                 |
| 마법사 | 루미너스   | 고유 무기인 ‘샤이닝 로드’로 빛의 마법과 어둠의 마법을 사용하는 마법사.              |
| 궁수   | 메르세데스 | 고유 무기인 ‘듀얼 보우건’을 사용하는 궁수.                                          |
| 도적   | 팬텀       | 고유 무기인 ‘케인’과 ‘카르트’를 사용하는 도적. 모험가의 스킬을 훔쳐 사용할 수 있다. |
| 해적   | 은월       | 너클을 무기로 사용하는 해적.                                                        |

## 노바
노바는 그란디스에서 활동하는 하나의 종족이다.
| 계열 | 직업         | 설명                                                                        |
| ---- | ------------ | --------------------------------------------------------------------------- |
| 전사 | 카이저       | 두손검을 무기로 사용하는 전사.                                              |
| 궁수 | 카인         | 전용 무기인 ‘브레스 슈터’를 사용하는 궁수.                                  |
| 도적 | 카데나       | 전용 무기인 ‘체인’을 사용하는 도적.                                         |
| 해적 | 엔젤릭버스터 | 전용 무기인 ‘소울 슈터’를 사용하며, “전장의 아이돌”이라는 설정을 가진 해적. |

## 제로
제로는 2013년 7월 18일 RED 패치에 추가된 직업으로서, 설정상 시간의 초월자이고, 알파와 베타 두 캐릭터를 같이 키우면서, 태그 시스템을 이용해 공격한다.

## 레프
레프는 그란디스에서 활동하는 하나의 종족이다.

## 아니마
아니마는 그란디스에서 활동하는 하나의 종족이다.

## 키네시스
- 키네시스

키네시스는 프렌즈스토리의 세계관인 프렌즈 월드에 살고 있던 고등학생으로, 초능력 중 하나인 염동력을 사용하는 마법사다.

## 새벽의 진
일본 서버(JMS) 오리지널 캐릭터로, 현재는 대한민국 서버(KMS)를 제외한 모든 서버에서 제공되고 있다.
- 하야토

- 칸나

## 같이 보기
- 메이플스토리
- 메이플스토리의 등장인물